# Piotr Zaradny
Piotr Zaradny (Krotoszyn, Voivodat de Gran Polònia, 16 de febrer de 1972), va ser un ciclista polonès, que fou professional del 2000 al 2008.

## Palmarès
- 1997
  - 1r a la Szlakiem Grodów Piastowskich
- 1998
  - Vencedor d'una etapa a la Cursa de la Pau
  - Vencedor de 2 etapes a la Szlakiem Grodów Piastowskich
- 1999
  - Vencedor de 2 etapes al Bałtyk-Karkonosze Tour
  - Vencedor de 2 etapes a la Szlakiem Grodów Piastowskich
  - Vencedor d'una etapa al Cursa de la Solidaritat Olímpica
- 2000
  - Vencedor d'una etapa al Bałtyk-Karkonosze Tour
- 2001
  - Vencedor de 2 etapes a la Volta al Marroc
- 2002
  - Vencedor d'una etapa a la Dookoła Mazowsza
- 2003
  - Vencedor d'una etapa a la Szlakiem Grodów Piastowskich
  - Vencedor de 2 etapes a la Dookoła Mazowsza
- 2004
  - Vencedor de 2 etapes a la Volta al Marroc
  - Vencedor de 2 etapes a la Szlakiem Grodów Piastowskich
  - Vencedor de 3 etapes a la Dookoła Mazowsza
- 2005
  - 1r a la Dookoła Mazowsza i vencedor d'una etapa
  - Vencedor d'una etapa al Bałtyk-Karkonosze Tour
- 2006
  - Vencedor d'una etapa al Bałtyk-Karkonosze Tour
  - Vencedor d'una etapa a la Dookoła Mazowsza
- 2007
  - Vencedor d'una etapa a la Szlakiem walk Major Hubal
  - Vencedor d'una etapa al Tour de Croàcia
  - Vencedor de 2 etapes al Bałtyk-Karkonosze Tour
  - Vencedor de 3 etapes a la Cursa de Solidarność i els Atletes Olímpics
  - Vencedor de 3 etapes a la Dookoła Mazowsza
- 2008
  - Vencedor d'una etapa al Bałtyk-Karkonosze Tour
  - Vencedor d'una etapa a la Cursa de Solidarność i els Atletes Olímpics
  - Vencedor d'una etapa a la Dookoła Mazowsza